# Ficus carpentariensis
Ficus carpentariensis är en mullbärsväxtart som beskrevs av D.J.Dixon. Ficus carpentariensis ingår i släktet fikonsläktet, och familjen mullbärsväxter. Inga underarter finns listade i Catalogue of Life.